# ガースウィン・ムートン
ガースウィン・ムートン（Gerswin Mouton、1999年12月16日 - ）は、プロD2、FCグルノーブルに所属するラグビーユニオン選手。

## プロフィール
- ナミビアレホボス出身[1]。
- ポジションはウィング(WTB)、センター(CTB)。
- 身長 170cm、体重 80kg
- 父のディオンは元ラグビー選手(ナミビア代表)。
- U20ナミビア代表に選ばれたことがある[2]。
- ナミビア代表キャップは8（2024年12月現在）でラグビーワールドカップ2023のナミビア代表に選ばれた[3]。

## 略歴
FNBウィッツ、テルアビブ・ヒートを経て、2024年、FCグルノーブルに加入。。